# Kazimieras Uoka

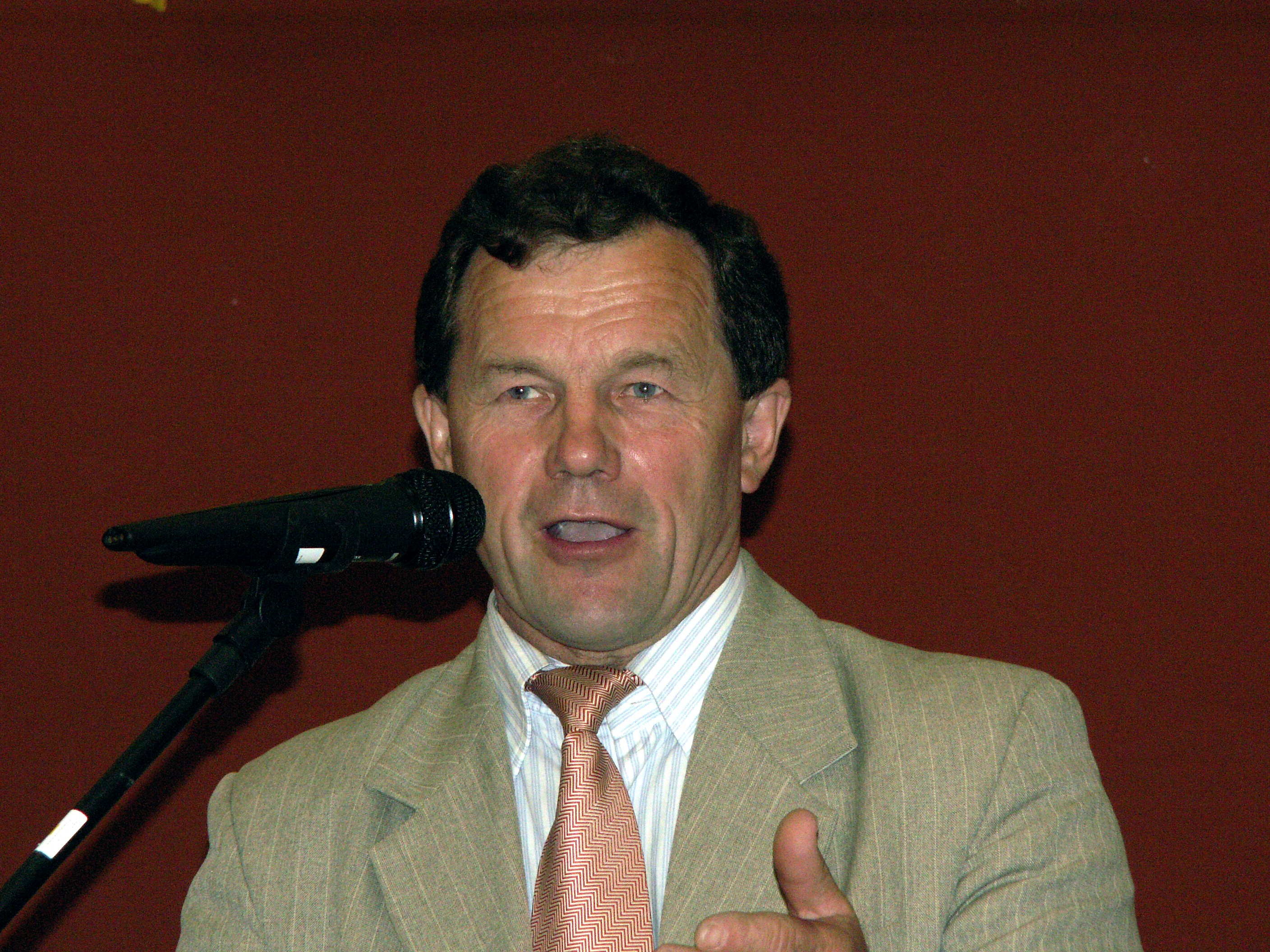
Kazimieras Uoka (2009)

Kazimieras Uoka (* 4. März 1951 in Kaunas; † 16. Juli 2016) war ein litauischer Politiker und Abgeordneter im Seimas.

## Leben
Nach dem Abitur 1969 an der 4. Mittelschule Kaunas leistete Uoka von 1969 bis 1971 den Pflichtdienst in der Sowjetarmee in Russland. Von 1971 bis 1988 arbeitete er als Bagger- und Planierraupe-Fahrer in der Mechanisation der Landwirtschaft und im Bautrest in Kaunas. 1976 absolvierte Uoka das Diplomstudium der Geschichte an der Universität Vilnius. 1989 wurde er  Deputierter im Obersten Sowjet der Sowjetunion. Von 1991 bis 1992 war er Leiter und Staatskontrolleur des Rechnungshofs sowie von 1991 bis 2012 Seimas-Mitglied.
Ab 1988 war Uoka Mitglied der nationalen Bewegung Sąjūdis und Sąjūdis-Stadtratsmitglied in Kaunas. 1988 gründete er den Litauischen Arbeiterbund (Lietuvos darbininkų sąjunga) und war bis 1991 sein Leiter. Ab 1989 war Uoka Mitglied der Lietuvos socialdemokratų partija (LSDP), ab 2001 der Nacionaldemokratų partija (bis 2002 Leiter), von 2004 bis 2008 Mitglied der Lietuvių tautininkų sąjunga, danach der TS-LKD. Ab 1989 war er Mitglied der litauischen Grünen-Bewegung.
Uoka war geschieden. Er hatte eine Tochter und einen Sohn.